# Otto von Emmich

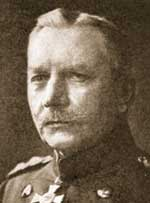
General
Otto von Emmich

Albert Theodor Otto von Emmich (Minden, 4 de agosto de 1848 — Hanôver, 22 de dezembro de 1915) foi um general-de-infantaria prussiano.
Emmich entrou para o exército em 1866 e participou da Guerra franco-prussiana (1870-71). Recebeu a patente de general-de-infantaria em 1909 e em 1912 recebeu o comando do 10º exército de Hanôver. Foi elevado a nobreza em 1913.
Durante a primeira guerra mundial, em 1914, fez da parte da vitória alemã na Batalha de Liège, cidade na qual entrou em 7 de agosto, e posteriormente recebeu a medalha Pour le Mérite pelo seu desempenho no conflito.
No ano seguinte, conseguiu uma importante vitória no fronte oriental na Batalha de Biskupice (29-30 de julho de 1915).

## Honrarias
- Pour le Mérite